# キャバレー・ヴォルテール (バンド)
キャバレー・ヴォルテール（Cabaret Voltaire）は、1973年にイギリスのシェフィールドで結成されたインダストリアル・ミュージック・グループ。後にエレクトロニック・ダンス・ミュージックに転じた。

## 概要
1973年、リチャード・H・カーク、クリス・ワトソン、スティーブン・マリンダーの3人によって結成された。グループの名前は、反芸術運動（ダダイスム）の発祥の地であるスイスのキャバレーの名前にちなんでいる。
1981年、クリス・ワトソンが脱退（ハフラー・トリオを経て、BBCの音響技師）。1996年にはスティーブン・マリンダーが脱退（一時音楽業界を離れ、大学講師となった）し、最終的にリチャード・Ｈ・カークのみが正式メンバーとなった。
初期はブライオン・ガイシンが発明し、ウィリアム・S・バロウズが知らしめたカットアップ・メソッドに基づく実験音楽、インダストリアル・ミュージックを展開していた。1980年代中盤に差し掛かると、他のインダストリアル・ミュージック・グループの多くと同様にエレクトリック・ダンス・ミュージックへと路線変更。当初は古来のファンから反発を受けたものの、現在では初期の音楽性と並ぶ形で評価を受けている。
1994年にアルバム『The Conversation』を発表したのち活動を停止していたが、2014年にカークの個人グループとして活動再開、2020年に26年ぶりとなるアルバム『シャドー・オブ・フィアー』を発表し、これに関連するドローン作品『Dekadrone』『BN9Drone』をEPとして発表。これがリチャード・Ｈ・カークとしての最終作となった。
2021年9月21日、リチャード・H・カークが死去したことをマーク・スチュワートがTwitterでツイート、これに追う形で所属レーベルのミュート・レコードがツイートした。

## ディスコグラフィ

### スタジオ・アルバム
- Mix-Up (1979年)
- The Voice of America (1980年)
- Red Mecca (1981年)
- 2x45 (1982年)
- 『ザ・クラックダウン』 - The Crackdown (1983年)
- 『マイクロフォニーズ』 - Micro-Phonies (1984年)
- 『カヴァナント、ソード・アンド・アーム・オヴ・ザ・ロード』 - The Covenant, The Sword, and the Arm of the Lord (1985年)
- C O D E (1987年)
- Groovy, Laidback and Nasty (1990年)
- 『ボディ・アンド・ソウル』 - Body and Soul (1991年)
- 『プラスティシティー』 - Plasticity (1992年)
- International Language (1993年)
- The Conversation (1994年)
- 『シャドー・オブ・フィアー』 - Shadow of Fear (2020年)

### コンピレーション・アルバム
- 『1974-76』 - 1974-1976 (1980年)
- The Golden Moments of Cabaret Voltaire (1987年)
- Eight Crepuscule Tracks (1988年)
- Listen Up with Cabaret Voltaire (1990年)
- The Living Legends (1990年)
- The Original Sound of Sheffield '83/'87. Best of; (2001年)
- Conform to Deform '82/'90. Archive; (2001年)
- The Original Sound of Sheffield '78/'82. Best of; (2002年)
- Methodology '74/'78: The Attic Tapes (2002年)
- #8385: Collected Works 1983-1985 (2013年)
- 『#7885 (エレクトロパンク〜テクノポップ)』 - #7885: Electropunk to Technopop 1978-1985 (2014年)

### リミックス・アルバム
- Technology: Western Re-Works 1992 (1992年)
- Remixed (2001年)
- Kora! Kora! Kora! The Cabaret Voltaire Versions (2009年)
- National Service Rewind (2010年)

### ライブ・アルバム
- Live at the Y.M.C.A. (1980年)
- Live at the Lyceum (1981年)
- The Pressure Company: Live In Sheffield 19 Jan 82 (1982年)
- Hai! (Live In Japan) (1982年)
- Radiation (BBC Recordings 84-86) (1998年)
- Live at the Hacienda '83/'86 (2002年)
- Archive #828285: Live (2013年)

### サウンドトラック
- Johnny Yesno (1983年)
- 『チャンス・ヴァーサス・コーザリティ』 - Chance Versus Causality (2019年) ※1979年録音。バベット・モンディーニ監督による同名映画サウンドトラック

### EP & シングル
- Extended Play EP (1978年)
- "Baader-Meinhof" / "Sex in Secret" on A Factory Sample (1979年)
- "Nag Nag Nag" / "Is That Me Finding Someone at the Door Again" (live 75) (1979年)
- "Silent Command" / "Chance versus Causality" (1979年)
- Three Mantras EP (1980年)
- "Seconds Too Late" / "Control Addict" (1980年)
- "Sluggin' fer Jesus" / "Your Agent Man" (1981年)
- "Eddie's Out" / "Walls of Jericho" (1981年) (initial copies included free 7" single "Jazz the Glass" / "Burnt to the Ground")
- "Fools Game (Sluggin' fer Jesus Part 3)" / "Gut Level" (1982年)
- "Yashar" / "Yashar (alternative mix)" (1983年) No. 6 UK Indie
- "Crackdown" / "Just Fascination" (double A side 12") (1983年)
- "Just Fascination" / "Empty Walls" (1983年)
- "The Dream Ticket" / "Safety Zone" (1983年)
- "Sensoria" (1984年)
- "James Brown" (1985年)
- 『ドリンキング・ガソリン』 - Drinking Gasoline EP (1985年)
- "I Want You" (1985年)
- "Shakedown" (1986年)
- "The Drain Train" (1986年)
- "Don't Argue" (1987年)
- "Here to Go" (1987年)
- "Hypnotised" (1989年)
- "Keep On" (1990年)
- "Easy Life" (1990年)
- "Colours" (1991年)
- "What Is Real" (1991年)
- "Percussion Force" (1991年)
- "I Want You" / "Kino '92" (1992年)
- "Nag Nag Nag" (2002年)
- "Dekadrone"（2021年）
- ″BN9Drone″（2021年）